# Буракова, Валентина Ивановна
Валенти́на Ива́новна Бурако́ва (в девичестве — Чеснокова16 мая 1921 — 7 июля 2013) — передовик советской пищевой промышленности, мастер Вохомского маслосырзавода, Герой Социалистического Труда (1971).

## Биография
Валентина Ивановна родилась 16 мая 1921 года в деревне Ключовка Кологривского уезда Костромской губернии (ныне Кологривского района Костромской области). В 1939 году окончила школу мастеров-сыроделов в Горьковской области. В 1939—1944 годах работала лаборантом, потом мастером Ильинского маслосырзавода Кологривского района. Затем около 3 лет — кондитером на фабрике имени Микояна в Ленинграде.
В 1947 году вернулась в Костромскую область и была направлена налаживать производство в отстающих предприятиях молочной промышленности Нейского района. В течение 10 лет работала мастером Вожировского, Мармышского, Солтановского маслосырзаводов этого района. В 1957—1962 годах работала технологом, потом директором Хмелёвского головного маслосырзавода в посёлке Поназырево. В 1962—1971 годах — мастером Заболотского маслосырзавода Шарьинского района Костромской области.
В марте 1971 года Валентина Ивановна приехала в посёлок Вохма Костромской области и стала мастером Вохомского головного маслосырзавода. По личному желанию пошла на отстающий маслосырзавод. Придя работать на труднейший участок работы, она вывела коллектив маслозырзавода в передовое предприятие области. Труд многих рабочих был отмечен высокими правительственными наградами.

### Награды
Указом Президиума Верховного Совета СССР от 26 апреля 1971 года за выдающиеся успехи, достигнутые в развитии мясной и молочной промышленности, Валентине Ивановне Чесноковой присвоено звание Героя Социалистического Труда с вручением ордена Ленина и золотой медали «Серп и Молот». Награждена двумя орденами Ленина (14.06.1966, 26.04.1971), орденом Октябрьской Революции (23.12.1974), медалью «За доблестный труд. В ознаменование 100-летия со дня рождения Ленина» (1970), дипломом и Большой золотой медалью ВДНХ СССР.
С 1987 по 2012 годы проживала в Костроме, затем в деревне Иконниково Чапаевского сельского поселения Красносельского района Костромской области. Умерла 7 июля 2013 года и похоронена на сельском кладбище села Сущево Костромского района Костромской области.